# Campylobacteraceae
Campylobacteraceae es una familia de bacterias propuesta en el año 1991.

## Géneros
Actualmente está compuesta por cuatro géneros:
- Campylobacter
- Arcobacter
- Sulfurospirillum
- Thioturbo.